# Međunarodna trgovačka komora
Međunarodna trgovačka komora (eng. International Chamber of Commerce, ICC; fra.: Chambre de commerce internationale) najveća je i najreprezentativnija poslovna organizacija na svijetu. Više od 45 milijuna članova u više od 100 zemalja ima interese u svim sektorima privatnog poduzetništva.
Trenutačna predsjednica organizacije je María Fernanda Garza, a John W.H. Denton AO trenutni je glavni tajnik. Prvi predsjednik Međunarodne trgovačke komore bio je Étienne Clémentel.
ICC ima tri glavne aktivnosti: donošenje pravila, rješavanje sporova i političko zagovaranje. Budući da su članice i udruženja sama uključena u međunarodno poslovanje, ICC ima neusporedivu ovlast u donošenju pravila koja reguliraju prekogranično poslovanje. Iako su ova pravila dobrovoljna, slijede ih se u tisućama transakcija svaki dan i postala su dio međunarodne trgovine.
Svjetska mreža nacionalnih odbora u preko 100 zemalja zagovara poslovne prioritete na nacionalnoj i regionalnoj razini. Više od 3000 stručnjaka iz tvrtki članica ICC-a razvija svoje znanje i iskustvo u oblikovanju ICC-ovog stava o određenim poslovnim pitanjima.
ICC podržava rad Ujedinjenih naroda, Svjetske trgovinske organizacije i mnogih drugih međuvladinih tijela, međunarodnih i regionalnih, kao što je G20 u ime međunarodnog poslovanja. ICC je prva organizacija kojoj je dodijeljen konzultativni status pri Ekonomskom i socijalnom vijeću Ujedinjenih naroda i status promatrača u UN-u.